# Ковалиха (река)
Ковалиха (укр. Ковалиха) — река на Украине, левый приток реки Бык. Протекает на северо-западе Донецкой области. Над рекой расположено село Сергеевка.
На реке расположено Сергеевское водохранилище площадью водного зеркала 151,0 га, ёмкостью 4,67 млн м³ при нормальном подпорном уровне.